# Национално знаме на Камбоджа
Националното знаме на Камбоджа е прието през 1948 г. и повторно през 1993 година. Знамето е съставено от три хоризонтални ивици в синьо, червено и синьо. В средата е представен известния Ангкор Ват, старата столица на Кмерската империя.

## Знаме през годините
- (1863 – 1945; 1945 – 1948)
- (1945)
- (1948 – 1970)
- (1970 – 1975)
- (1975 – 1979)
- (1979 – 1989)
- (1989 – 1993)